# Bahamas Bowl 2022
Match précédent Match suivant
Le Bahamas Bowl 2022 est un match de football américain de niveau universitaire joué après la saison régulière de 2022, le 16 décembre 2022 au Stade Thomas-Robinson situé à Nassau dans aux Bahamas. 
Il s'agit de la 8e édition du Bahamas Bowl.
Le match met en présence l'équipe des Blazers de l'UAB issue de la Conference USA et l'équipe des Redhawks de Miami issue de la Mid-American Conference.
Il débute vers 10 h 30 locales (17 h 30 en France) et est retransmis à la télévision par ESPN.
Sponsorisé par la société HomeTown Lenders, le match est officiellement dénommé le 2022 HomeTown Lenders Bahamas Bowl. 
UAB gagne le match sur le score de 24 à 20.

## Présentation du match
Il s'agit de la 1re rencontre entre les deux équipes :
| Équipes                                                                                               | Couleurs | Conférences | Entraîneurs                   | Stats. saison rég. | Classements avant le bowl | Classements avant le bowl | Classements avant le bowl |
| --- | -------- | ----------- | ----------------------------- | ------------------ | ------------------------- | ------------------------- | ------------------------- |
| Équipes                                                                                               | Couleurs | Conférences | Entraîneurs                   | Stats. saison rég. | CFP                       | AP                        | Coaches                   |
| Blazers de l'UAB                                                                                      |          | C-USA       | Bryant Vincent (en) (intérim) | 6 - 6              | NC                        | NC                        | NC                        |
| Redhawks de Miami                                                                                     |          | MAC         | Chuck Martin (en) (9e saison) | 6 - 6              | NC                        | NC                        | NC                        |
| - Arbitre : Tim Davis (Mountain West) - Équipe donnée favorite par les bookmakers : UAB par 10 points |          |             |                               |                    |                           |                           |                           |

### Blazers de l'UAB
Avec un bilan global en saison régulière de 6 victoires et 6 défaites (4-4 en matchs de conférence), UAB est éligible et accepte l'invitation pour participer au Bahamas Bowl 2022.
Ils terminent 5e de la Conference USA derrière #25 UTSA (Alabama-Birmingham), North Texas, Western Kentucky et Middle Tennessee.
À l'issue de la saison 2022 (bowl non compris), ils n'apparaissent pas dans les classements CFP, AP et Coaches.
Il s'agit de la 6e participation de l'UAB à un bowl dans la NCAA Div. I FBS (bilan de 2 victoires pour 3 défaites) et leur 2e participation au Bahamas Bowl, le dernier en tant que membre de la Conference USA puisqu'ils rejoindront l'American Athletic Conference en 2023 :
| Saison | Date             | Vainqueur         | Score  | Finaliste | Bilan |
| ------ | ---------------- | ----------------- | ------ | --------- | ----- |
| 2017   | 22 décembre 2017 | Bobcats de l'Ohio | 41 - 6 | UAB       | D : - |

| Logo     | Postes                                             | Joueurs                                            | Statistiques                                                     |
| -------- | -------------------------------------------------- | -------------------------------------------------- | ---------------------------------------------------------------- |
|          | Quarterback                                        | Dylan Hopkins                                      | 120/191 passes réussies pour 1 709 yards, 9 TDs, 3 interceptions |
| Coureur  | DeWayne McBride                                    | 233 courses pour 1 713 yards nets gagnés et 19 TDs |                                                                  |
| Receveur | Trea Shropshire                                    | 35 réceptions pour 740 yards et 5 TDs              |                                                                  |
| Effectif | Listing et statistiques du roster 2022 des Blazers | Listing et statistiques du roster 2022 des Blazers |                                                                  |

### Redhawks de Miami
Avec un bilan global en saison régulière de 6 victoires et 6 défaites (4-4 en matchs de conférence)
Ils terminent 4e de la Division East de la Mid-American Conference derrière Ohio, Buffalo et Bowling Green.
À l'issue de la saison 2022 (bowl non compris), ils n'apparaissent pas dans les classements CFP, AP et Coaches.
Il s'agit de la 14e participation de Miami à un bowl dans la NCAA Division I FBS (bilan de 8 victoires pour 5 défaites, le dernier  étant le Frisco Football Classic 2021) et leur première participation au Bahamas Bowl :
| Logo     | Postes                                              | Joueurs                                             | Statistiques                                                    |
| -------- | --------------------------------------------------- | --------------------------------------------------- | --------------------------------------------------------------- |
|          | Quarterback                                         | Aveon Smith                                         | 93/191 passes réussies pour 1 137 yards, 9 TDs, 5 interceptions |
| Coureur  | Keyon Mozee                                         | 106 courses pour 455 yards nets gagnés et 2 TDs     |                                                                 |
| Receveur | Mac Hippenhammer                                    | 52 réceptions pour 726 yards et 8 TDs               |                                                                 |
| Effectif | Listing et statistiques du roster 2022 des Redhawks | Listing et statistiques du roster 2022 des Redhawks |                                                                 |